# Паулінія
Паулінія (порт. Paulínia — «чорна ущелина») — місто і муніципалітет в Північно-східному мезорегіоні штату Сан-Паулу, Бразилія. Його площа становить 139 км², місто розташоване за 800 км від столиці країни міста Бразиліа. Середні висоти 590 м над рівнем моря.
| Бразилія | Це незавершена стаття з географії Бразилії. Ви можете допомогти проєкту, виправивши або дописавши її. |